# Santa Maria (Romblon)
Santa Maria é um município de  quinta classe de renda municipal (d) na província Romblon, nas Filipinas. De acordo com o censo de 1 de maio  de  2020 possui uma população de 8 989 pessoas e 2 396 domicílios.